# Richard de Renvoisy
Richard de Renvoisy (Fou cremat viu el 6 de març de 1585), fou un canonge i compositor francès.
Era un hàbil flautista, hi va ser professor dels infants de la Santa Capella de Dijon (Borgonya - Franc Comtat), però fou acusat de practicar pedofília amb els seus alumnes, pel que se'l condemnà a ser cremat viu, complint-se la sentencia en la data indicada.
Deixà les obres següents: Osalmi Davidici quatuor vocum (París, 1573), i Les odes d'Anacréon mises en musique à quatre parties (París, 1581).